# Varaždinska nogometna liga 1970./71.
Varaždinska nogometna liga za sezonu 1970./71. je predstavljala ligu četvrtog stupnja nogometnog prvenstva Jugoslavije. 
 Sudjelovalo je 12 klubova, a prvak je bila "Sloboda" iz Varaždina.

## Ljestvica
| mj. | klub                          | ut. | pob. | ner. | por. | gol+ | gol- | bod |
| --- | ----------------------------- | --- | ---- | ---- | ---- | ---- | ---- | --- |
| 1.  | Sloboda Varaždin              | 22  | 17   | 3    | 2    | 77   | 18   | 37  |
| 2.  | Udarnik Kućan Gornji          | 22  | 16   | 3    | 3    | 70   | 25   | 35  |
| 3.  | Ivančica Ivanec               | 22  | 12   | 3    | 7    | 44   | 30   | 27  |
| 4.  | Metalac Ladanje               | 22  | 11   | 2    | 9    | 62   | 54   | 24  |
| 5.  | Podravina Ludbreg             | 22  | 10   | 4    | 8    | 38   | 41   | 24  |
| 6.  | Trnje Trnovec                 | 22  | 9    | 3    | 10   | 53   | 45   | 21  |
| 7.  | Varteks II Varaždin           | 22  | 10   | 1    | 11   | 66   | 67   | 21  |
| 8.  | Proleter Lepoglava            | 22  | 9    | 2    | 11   | 43   | 42   | 20  |
| 9.  | Mladost (Varaždin – Biškupec) | 22  | 8    | 3    | 11   | 39   | 50   | 19  |
| 10. | Marof (Novi Marof)            | 22  | 7    | 2    | 13   | 24   | 55   | 16  |
| 11. | Dubravka Turčin               | 22  | 6    | 3    | 13   | 27   | 60   | 15  |
| 12. | Zagorac Kneginec              | 22  | 1    | 2    | 19   | 11   | 68   | 4   |

- Ladanje danas podijeljeno na Donje Ladanje i Gornje Ladanje. "Metalac" (danas "Rudar 47") je iz Donjeg Ladanja

## Rezultatska križaljka
| kratica | klub                          | DUB | IVA | MAR | MET | MLA | POD | PRO | SLO | TRNJ | UDA | VAR | ZAG |
| --- | ----------------------------- | --- | --- | --- | --- | --- | --- | --- | --- | ---- | --- | --- | --- |
| DUB | Dubravka Turčin               |     |     |     |     |     |     |     |     |      |     |     |     |
| IVA | Ivančica Ivanec               |     |     |     |     |     |     |     |     |      |     |     |     |
| MAR | Marof (Novi Marof)            |     |     |     |     |     |     |     |     |      |     |     |     |
| MET | Metalac Ladanje               |     |     |     |     |     |     |     |     |      |     |     |     |
| MLA | Mladost (Varaždin – Biškupec) |     |     |     |     |     |     |     |     |      |     |     |     |
| POD | Podravina Ludbreg             |     |     |     |     |     |     |     |     |      |     |     |     |
| PRO | Proleter Lepoglava            |     |     |     |     |     |     |     |     |      |     |     |     |
| SLO | Sloboda Varaždin              |     |     |     |     |     |     |     |     |      |     |     |     |
| TRNJ | Trnje Trnovec                 |     |     |     |     |     |     |     |     |      |     |     |     |
| UDA | Udarnik Kućan Gornji          |     |     |     |     |     |     |     |     |      |     |     |     |
| VAR | Varteks II Varaždin           |     |     |     |     |     |     |     |     |      |     |     |     |
| ZAG | Zagorac Kneginec              |     |     |     |     |     |     |     |     |      |     |     |     |
| |                               |     |     |     |     |     |     |     |     |      |     |     |     |
| podebljan rezultat - utakmice od 1. do 11. kola (1. utakmica između klubova) rezultat normalne debljine - utakmice od 12. do 22. kola (2. utakmica između klubova) rezultat nakošen - nije vidljiv redoslijed odigravanja međusobnih utakmica iz dostupnih izvora rezultat smanjen * - iz dostupnih izvora nije uočljiv domaćin susreta prekrižen rezultat - poništena ili brisana utakmica p - utakmica prekinuta 3:0 p.f. / 0:3 p.f. - rezultat 3:0 bez borbe |                               |     |     |     |     |     |     |     |     |      |     |     |     |

 Izvori: 

## Za prvaka SNP Varaždin
Utakmice za prvaka Saveza nogometnog područja Varaždin:
| Sloboda Varaždin |  | – |  | Oroteks Oroslavje |  | 0:0, 1:3 |  |

"Oroteks"  prvak SNP Varaždin
 Izvori: 

## Poveznice
- Zagrebačka zona 1970./71.
- Međupodručna liga Sisak – Karlovac – Kutina 1970./71.